# منطقه رینوسا مکالن
منطقه رینوسا مکالن (به انگلیسی: Reynosa–McAllen metropolitan area) یک منطقهٔ مسکونی در ایالات متحده آمریکا است که در مک‌آلن قرار دارد.